# Sideridis congermana
Sideridis congermana là một loài bướm đêm trong họ Noctuidae.